# Ministry of Defence Guard Service
Il Ministry of Defence Guarding Service fa parte del Defence Infrastructure Service del Ministero della difesa e fornisce alle istituzioni militari in tutto il Regno Unito guardie di sicurezza disarmate e servizi di pattuglia.
L'MGS si occupa di controllo accessi e pass, controllo chiave, ricerca veicoli e personale, pattugliamenti di sicurezza di edifici e recinzioni perimetrali, pattuglie cinofile, telecamere a circuito chiuso e monitoraggio di allarmi. Svolge anche altre funzioni come la smistamento di elicotteri, la fornitura di pronto soccorso, la scansione di posta e bagagli, controlli di sicurezza e guida alla salute e alla sicurezza.
L'MGS lavora insieme ai servizi di guardia armata: il Military Provost Guard Service in Inghilterra, Scozia e Galles, e il Northern Ireland Security Guard Service in Irlanda del Nord.

## Storia
Dal 2004 al 2013 MGS e la Ministry of Defence Police hanno lavorato presso la Ministry of Defence Police and Guarding Agency. Nell'aprile 2013, l'MDPGA è stato sciolto e l'MGS è entrato a far parte della Defence Infrastructure Organisation.

## Uniformi e attrezzature
Sebbene l'MGS sia un'organizzazione di agenti di sicurezza disarmati; indossano un'uniforme simile alle forze di polizia. Questo consiste (in un ambiente di lavoro quotidiano) in una camicia bianca, una cravatta, un maglione blu navy di tipo NATO, una giacca ad alta visibilità e un berretto con visiera nero. Le camicie e i maglioni hanno spalline con "MOD GUARD SERVICE" o "MOD SECURITY" stampato su di esse e lo stesso sulle giacche. Il berretto con visiera nero ha il badge MGS sul davanti e può essere indossato con una copertura impermeabile trasparente o nera per l'uso in caso di pioggia.
Qualsiasi attrezzatura trasportata consisterà in una radio, torcia, kit di pronto soccorso, attrezzatura di ricerca, documenti per violazione della sicurezza, piani di gestione della sicurezza antincendio, taccuino e penna.